# Антониос Константину Карталис
Антониос Константину Карталис (на гръцки: Αντώνιος Κωνσταντίνου Καρτάλης) е гръцки политик.

## Биография
Роден е в 1871 година в семейството на видния политик от Волос Константинос Карталис. Рано остава сирак. Защитава докторат по право в Атинския университет и продължава образованието си в Швейцари и Франция. Избран е за председател на Асоциацията за гимнастика и групов туризъм. Занимава се с подобряването на отглеждането на тютюн във Волос. Общински съветник е в града по време на кметуването на Николаос Георгиадис (1903 – 1907) и на Константинос Карталис и на Константинос Спиридис (1929 – 1938).
Умира в 1945 година.